# Dark Horse (케이티 페리의 노래)
〈Dark Horse〉는 미국의 가수 케이티 페리의 노래로, 쥬시 J가 게스트 보컬로 참여했다. 원래 이 노래는 2013년 9월 13일 페리의 네 번째 정규 음반 《Prism》의 리드 싱글 〈Roar〉가 발매되고 나서 프로모션 싱글로 발매되었다. 이후 12월 17일 캐피톨 레코드를 통해 세 번째 공식 싱글로 발매되었다. 노래 작곡에는 케이티 페리, 닥터 루크, 맥스 마틴, 사라 허드슨, 설큣 등이 참여했다. 캘리포니아주 산타 바바라에 있는 페리의 집에서 페리와 허드슨이 이 노래를 구상했고, 닥터 루크와 쥬시 J를 프로듀서로 들여오면서 노래가 완전히 구상되었다.
〈Dark Horse〉는 "남부 랩과 테크노가 합져진 노래"라는 특징을 두고 만들어졌는데, 트랩과 그라임 장르가 합쳐졌다. 테마는 "어둠"과 "도발"로, 페리가 이전에 시도하지 않았던 것이다. 쥬시 J가 인트로와 랩 브릿지 부분을 소화하는 동안 페리는 "유혹"과 "성숙"한 톤으로 노래를 시작한다. 페리는 이 노래에서 "마녀스러운 주문, 흑마술"같은 것이 떠오르는 노래가 되기를 원했다. 그래서 페리는 마녀와 함께 사랑에 빠지지 않는 남자에 대한 경고, 그 남자가 아니라면 마지막 여자가 되게 할 것이라는 마녀의 입장에서 작곡했다. 발매되기 전에 〈Dark Horse〉는 펩시 광고 캠페인 일환으로 공개되었으며, 이후 트위터를 통해 〈Dark Horse〉와 〈Walking on Air〉 중 첫 번째 프로모션 싱글을 결정하는 투표를 실시했다.
〈Dark Horse〉는 어반 음악을 시도했다는 점에서 컨템포러리 음악 평론가들로부터 호평을 받았다. 그러나 쥬시 J의 참여는 평가가 갈렸다. 노래는 빌보드 핫 100 2위, 뉴질랜드, 캐나다 6위를 포함해 대부분 국가 차트에 진입했다. 페리의 빌보드 핫 100 2위권 열 번째 노래이며, 3위권 열두 번째 노래이다. 또한 빌보드 디지털 송 차트 10번째 10위권 진입 노래이다. 노래의 첫 공연은 2013년 9월 30일 라스베가스에서 열린 아이하트라디오 뮤직 페스티벌에서 했다. 2014년 1월 26일 열린 제56회 그래미상에서도 공연을 했다.
노래의 인트로가 니케 아르딜라의 〈Tinggallah Ku Sendiri〉(나를 내버려 두세요)와 유사하다 하여 화제가 되었다. 이는 우연의 일치일 가능성도 있다는 주장이 있었지만, 추후 페리가 찍은 컨셉의 상당수가 니케의 것과 동일한 것이 밝혀졌으며, 이 때문에 표절 논란이 있었다.

## 트랙 리스트
- 디지털 다운로드[3]

1. "Dark Horse" – 3:35

## 차트 및 인증
| 차트 (2013–14)                       | 최고 순위 |
| ------------------------------------ | --------- |
| 오스트레일리아 ARIA 디지털 트랙 차트 | 5         |
| 오스트리아 (Ö3 오스트리아 탑 40)     | 45        |
| 벨기에 (울트라탑 50 왈로니아)        | 43        |
| 캐나다 (캐나디안 핫 100)             | 6         |
| 프랑스 (SNEP)                        | 35        |
| 독일 (미디어 컨트롤 AG)              | 32        |
| 아일랜드 (IRMA)                      |           |
| 네덜란드 (네덜란드스 탑 40)          | 19        |
| 네덜란드 (싱글 톱 100)               | 8         |
| 뉴질랜드 (레코드 뮤직 NZ)            | 2         |
| 스코틀랜드 (오피셜 차트 컴퍼니)      | 17        |
| 스페인 (푸로무시카에)                | 29        |
| 스웨덴 (스베리예토프리스탄)          | 38        |
| 스위스 (슈바이처 히트파라데)         | 61        |
| 영국 싱글 (오피셜 차트 컴퍼니)       | 21        |
| 미국 빌보드 핫 100                   | 1         |
| 미국 어덜트 탑 40 (빌보드)           | 29        |
| 미국 팝 송 (빌보드)                  | 5         |
| 미국 핫 댄스 클럽 송 (빌보드)        | 4         |
| 미국 리드믹 (빌보드)                 | 8         |
| 베네수엘라 팝 록 (레코드 리포트)     | 31        |

| 국가                       | 인증     | 판매량/출하량 |
| -------------------------- | -------- | ------------- |
| 뉴질랜드 (RMNZ)            | 플래티넘 | 15,000*       |
| *판매량을 기반으로 한 인증 |          |               |

## 발매일
| 국가 | 날짜             | 포맷                   | 레이블 |
| ---- | ---------------- | ---------------------- | ------ |
| 세계 | 2013년 9월 17일  | 디지털 다운로드        | 캐피톨 |
| 미국 | 2013년 12월 17일 | 컨템포러리 히트 라디오 | 캐피톨 |
| 미국 | 2013년 12월 17일 | 리드믹 라디오          | 캐피톨 |